# Rhacodinella apicata
Rhacodinella apicata là một loài ruồi trong họ Tachinidae.